# Onze-Lieve-Vrouw Onbevlekt Ontvangenkerk (Nieuwe Niedorp)
De O.L.V. Onbevlekt Ontvangenkerk is een kloosterkerk aangrenzend aan een voormalige Franciscanenklooster gelegen nabij Nieuwe Niedorp, in de Nederlandse provincie Noord-Holland. Oorspronkelijk deed het kerkgebouw dienst als bijkerk van de Martinusparochie in ’t Veld. De kerk wordt gebruikt door de plaatselijke parochie, terwijl in het kloostergebouw de universitaire priesteropleiding van het grootseminarie Redemptoris Mater is gevestigd.

## Kloostercomplex
Het kloostercomplex bevindt zich langs de Ooievaarsweg en ’t Paadje. Het ontwerp in sobere Franciscaanse stijl komt uit de hand van architect P.J. Bekker. Aan de achterzijde staat een Mariakapel. Achter het klooster ligt een voormalig schoolgebouw van de Sint Antoniusschool, en een begraafplaats van de Rooms-Katholieke Kerk.

## Geschiedenis
In september 1904 besloot het kapittel van de Minderbroeders Franciscanen te Weert om een nieuw klooster te stichtten in Noord-Holland. Hiervoor werd een omgeving uitgekozen waar de katholieke geloofsbelijdenis na de reformatie grotendeels verdwenen was. Zo ontstond het initiatief om aan de rand van de plaats Nieuwe Niedorp een kloostercomplex te realiseren.
De bouw van het kloostercomplex startte op 17 september 1906 en werd een jaar later, op 23 september 1907, ingewijd door bisschop Augustinus Callier uit Haarlem. Reeds enkele dagen eerder nam op 9 september de eerste kloosteroverste intrede in het klooster. In 1926 werd een stuk terrein achter het klooster aangekocht voor de bouw van een katholieke basisschool. Pas in de jaren ‘50 vond de bouw van dit schoolgebouw plaats.
Tijdens de Duitse bezetting vingen de paters van het klooster vluchtelingen op uit de nabije omgeving. Er vonden in totaal 1196 mensen onderdak in het klooster, tijdelijk of voor een langere periode. Als teken van bijval in deze moeilijke periode werd het klooster op 30 december 1943 verheven tot zelfstandige rectorale kerk door de Haarlemse bisschop Huibers.
De paters franciscanen namen, sinds hun intrede in 1907, tot 1960 betrekking in het klooster. Op 25 april dat jaar vertrokken de minderbroeders naar Hoorn. Hierop kwamen clarissennonnen naar Nieuwe Niedorp. In 1989 was het nodig om het klooster van Nieuwe Niedorp op te heffen. De oudere zusters clarissen verhuisden naar Wijchen en Someren, terwijl de jongere zusters naar Nijmegen en Megen gingen. Hierop werd het kloostergebouw verkocht.
In 1998 kwam het klooster in handen van Stichting Levend Water. Later kreeg Stichting Redemptoris Nieburg het kloostergebouw in eigendom. Vanwege teruglopend kerkbezoek verkocht de parochie in 2020 ook de kloosterkerk aan Stichting Redemptoris Nieburg.

## Orgel
Het pijporgel van de kerkzaal is gebouwd in 1837 door H.D. Lindsen uit Utrecht. Voorheen stond het orgel in Schalwijk. Omstreeks 1949 kocht de parochie het orgel voor een bedrag van fl. 5.250, waarna het instrument op 24 september 1950 werd ingespeeld.

## Klok
De klok in het torentje van de kloosterkerk werd gegoten door de bekende klokkengieterij van Petit en Fritsen te Aarle-Rixtel. De kroon van de klok raakte na een aantal jaar al verroest en brak op de kerstnacht van 1917 af. Tijdens de Tweede Wereldoorlog werd de klok geroofd in belang van de Duitse oorlogsindustrie. In 1945 vond men de verdwenen klok terug in het IJsselmeer.

## Raamwerk
Het raamwerk is afkomstig uit het jaar 1939 en ontworpen door de Nederlandse glazenier en kunstschilder Willem Wiegmans. Op de ramen zijn diverse beeltenissen te bezichtigen, zoals de Apocalyps, het gevecht tussen Michaël en de draak, én de marteldood van katholieke monniken uit Alkmaar.